# Devaterka poléhavá
Devaterka poléhavá (Fumana procumbens) je široce rozložitá, nízká, keřovitá rostlina žlutě kvetoucí. Lodyhy má hustě olistěné. Listy přisedlé, jehlicovité. Květy jednotlivě vyrůstající v paždí listů, korunní lístky až 1 cm dlouhé, vnější dva kališní lístky kopinaté, vnější tyčinky sterilní. Tobolky trojpouzdré. Je to jediný druh rodu devaterka, který se v české přírodě vyskytuje. Je vzácná, roste jen na několika málo místech a je chráněna.

## Rozšíření
Druh má centrum rozšíření v jižní a střední Evropě a dále se vyskytuje východním směrem přes Malou Asii a oblast Kavkazu až do Íránu. Její areál je disjunktivní, na západě zasahuje do Belgie, Francie a Německa, severně na švédské ostrovy v Baltu.
V Čechách se vyskytuje ostrůvkovitě v národní přírodní památce Radouč v okrese Mladá Boleslav. Na jižní Moravě v Pavlovských vrších a v okolí Moravského Krumlova roste na severní hranici souvislého areálu zasahujícího tam z Balkánského poloostrova.

## Ekologie
Vyskytuje se na osluněných, teplých a dobře odvodněných místech na skalnatých svazích v pásmu pahorkatin. Tento chamaefyt preferuje stanoviště s nezapojenou nebo jen nízkou vegetací skalních stepí na vápenitých substrátech s půdou bohatou na živiny. Je považována za druh, který se začal šířit po skončení glaciálního období.

## Popis
Vytrvalý, hustý polokeř, který nebývá vyšší než 20 cm a vyrůstá z řídkých dřevnatých kořenů. Má poléhavé větve s drsnou kůrou. Z nich rostou mladé poléhavé lodyhy, dlouhé až 25 cm, které jsou na konci vystoupavé a v horní části šedavě chlupaté. Tyto se dále větví a jsou hustě porostlé střídavými, přisedlými listy bez palistů. Mají celokrajné, tříhranné čepele jehlicovitého tvarum dlouhé až 15 mm a na koncích špičaté.
Na mladých lodyhách vyrůstají jednotlivě v paždí listů stopkaté pětičetné květy, na jedné větvi jich nevyroste více než čtyři. Kališní lístky jsou nestejně velké. Dva vnější zelené jsou menší, jen 3 mm dlouhé, kopinaté a po odkvětu opadávají. Tři vnitřní světle zelené až žlutozelené jsou větší, 6 mm dlouhé, vejčité a vytrvalé. Korunní lístky jsou sytě žluté, 10 mm dlouhé, obvejčité a jen krátce trvalé. Tyčinky jsou četné (do 30), vnitřní (do 20) jsou plodné, vnější (do 10) jsou drobné a sterilní. Vejčitý semeník je trojpouzdrý, jeho vláknitá čnělka je stejně dlouhá jako tyčinky a blizna má tři laloky. Ploidie druhu je 2n = 32.

## Kvetení

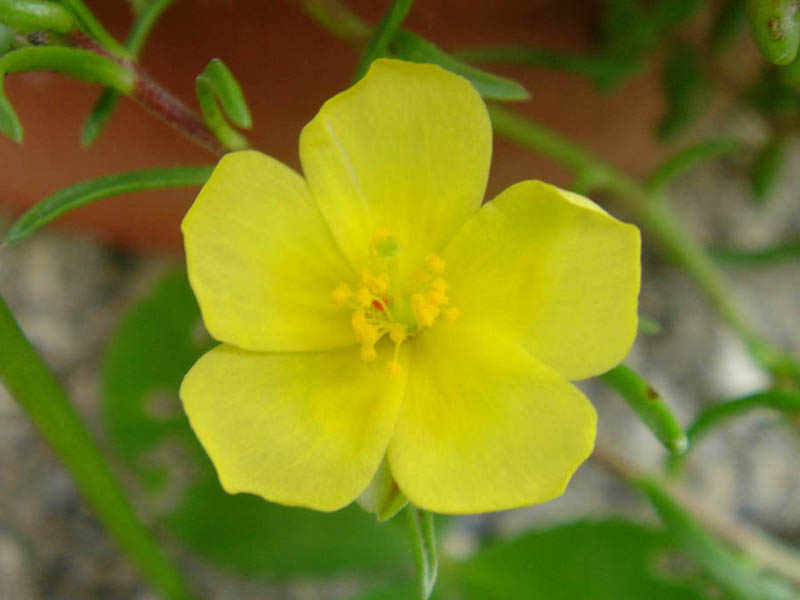
Květ devaterky poléhavé

Rostlina kvete od dubna do července. Květní pupen je nejdříve skryt pod listem, při rozvíjení květu se jeho stopka ohýbá směrem vzhůru a květ se dostává nad list. Kvetení trvá velmi krátce, květ se rozvine v ranních hodinách a za dvě až pět hodin korunní lístky opadají. Ve květech se nachází jen málo nektaru, zřídka kdy je opylí hmyz, většinou jsou samosprašné. Po opadu korunních lístků se květní stopka ohne dolů a čnělka s bliznou se dostane do blízkosti tyčinek s prašníky a pyl se na bliznu vysype.

## Rozmnožování
Rozmnožují se výhradně generativně, vegetativní rozmnožování není možné. Za dva až čtyři týdny po opylení dozrají plody. Jsou to na stopkách visící, kulovité, lysé, světle hnědé, trojpouzdré tobolky asi 8 mm velké. Každá obsahuje 5 až 10 vejčitých, 3 mm dlouhých, tmavě hnědých semen. Svěšené tobolky se otevřou tak, že se semena vysypou do blízkosti mateřské rostliny; do větší vzdálenosti je může rozfoukat vítr nebo roznést mravenci.

## Ohrožení
Devaterka poléhavá je ohroženou rostlinou, hlavními faktory ohrožení je zánik tradičních míst (vznik kamenolomů, pískoven a zalesňování volných ploch) jakož i zarůstání stávajících lokalit náletovými dřevinami nebo agresivními rostlinami. Její početní stavy stále klesají a je proto v „Červeném seznamu cévnatých rostlin České republiky“ zařazena mezi ohrožené druhy (C2t).